# William Churchill
William James „Billy” Churchill  (ur. 27 sierpnia 1885 w Kimmeridge, zm. 15 października 1941 w Fulton) – amerykański lekkoatleta, uczestnik igrzysk olimpijskich w Paryżu 1924 r.

## Występy na igrzyskach olimpijskich
William Churchill wystartował tylko raz na igrzyskach olimpijskich w 1924 r. Brał udział w maratonie, który się odbył 13 lipca 1924 r. Dystans 42,195 km przebiegł w czasie 3:19:18,0 h zajmując 23 miejsce. 

## Rekordy życiowe
- maraton – 2:37:53  h (1924)